# Ötscher
L'Ötscher (1.893 m s.l.m.) è una montagna delle Alpi dell'Ybbstal nelle Alpi della Bassa Austria. Si trova in Bassa Austria.